# Anthony Eickhoff

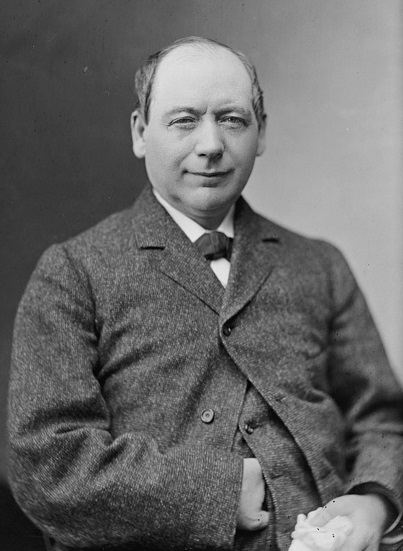
Anthony Eickhoff

Anthony Eickhoff, geborener Gerhard Anton Eickhoff (* 11. September 1827 in Kaldewei, Benninghausen; † 5. November 1901 in New York City) war ein deutsch-amerikanischer Journalist, Herausgeber, Autor, Anwalt, US-Kongressabgeordneter von New York City, US-Treasury Auditor und Chef der New Yorker Feuerwehr.
Er war mit Louise Elisa Neuenschwander verheiratet, die aus der Schweiz in die USA immigrierte. Sie waren die Eltern des Anwalts Henry Eickhoff (1856–1933) und zweier Töchter und ebenso die Großeltern des Anwalts Henry Eickhoff, Jr. (1898–1954).

## Jugend in Deutschland und Immigration in die Vereinigten Staaten (1827–1848)
Anthony Eickhoff wurde auf der Kaldewei, einem Ortsteil der Gemeinde Benninghausen, heute zu Lippstadt eingemeindet, geboren.
Seine Eltern Caspar Eickhoff (1803–1867) und Maria Catharina Trockel (1803–1863) waren Bauern auf der Kaldewei, noch abhängig vom Zisterzienserkloster Benninghausen (gegründet 1240, säkularisiert 1804, Leibeigenschaft aufgehoben 1809). Nach seiner Schulausbildung begann er in Lippstadt als Lehrer zu arbeiten und verfasste radikale Schriften in der Zeit des Vormärz bis 1847. Er entschloss sich in die USA zu emigrieren und nahm das Schiff Itzstein & Welcker ab Bremen am 24. Oktober 1847 und erreichte New Orleans am 6. Januar 1848.

## Erste Anstellung und Journalismus in den Vereinigten Staaten 1848–1856
Seine erste Anstellung war an Deck eines Mississippi Dampfschiffs, später wurde er Lehrer an einer Jesuitenschule in St. Louis, Missouri, und studierte Jura. Früh begann er als Journalist zu arbeiten, gründete und schrieb für mehrere deutschsprachige Zeitungen im Mittelwesten. In St. Louis war er Gründer und Redakteur der St. Louis Zeitung 1848 und 1849. In Dubuque, Iowa, war er Redakteur bei Der Nordwestliche Demokrat, später Iowa Staatszeitung genannt, von 1849 bis 1850. In Louisville, Kentucky, war es Der Beobachter am Ohio, Redaktion 1850–1852. Letztlich ging er nach New York City: er war Redakteur von Die Abendpost 1852 und New Yorker Staatszeitung und Herold von 1854 bis 1856. 1855 nahm er die amerikanische Staatsbürgerschaft an und praktizierte als Anwalt.

## Politische Ämter im Staat New York, im US-Kongress und dem Treasury Department (1863–1889)
Im amerikanischen Bürgerkrieg diente er ab 1863 als Generalkommissar für die Versorgung der New Yorker Truppen. 1864 wurde er Abgeordneter in der New York State Assembly. 1876 wurde er als Demokrat in den 45. Kongress gewählt und repräsentierte den siebten Wahlbezirk des Staates New York vom 4. März 1877 bis zum 3. März 1879 im US-Repräsentantenhaus, unterlag jedoch bei der Wahl zum 46. Kongress in 1878. Später war er 5. Auditor des United States Treasury Department vom 1. August 1885 bis 17. Mai 1889.

## Öffentliche Ämter in New York City 1889–1901
1874 bis 1876 war er der amtliche Leichenbeschauer (Coroner) in New York City. Chef der New Yorker Feuerwehr (Fire Commissioner) wurde er 1889, erneut bestellt bis 1896 und danach als Auditor der Feuerwehr tätig von 1898 bis zu seinem Tod 1901.

## Autor
Er war der Autor eines Buchs über die deutsche Immigration in die Vereinigten Staaten in deutscher Sprache: In der Neuen Heimath, herausgegeben von der Deutschen Gesellschaft der Stadt New York / German Society of the City of New York, gegründet 1784, herausgegeben anlässlich des 100-jährigen Bestehens der Gesellschaft.
Anthony Eickhoff starb am 5. November 1901 in New York City und ist auf dem Green-Wood Cemetery beigesetzt.

## Werke
- In der Neuen Heimath: geschichtliche Mittheilungen über die deutschen Einwanderer in allen Theilen der Union; Steiger & Co., New York City 1st edition 1884, 2nd edition 1885; Deutsch
- Mexico. Aus einer Discussion in einem deutschen demokratischen Vereine zu New York; 1865, New York City Library; Deutsch

## Notizen
1. ↑  Doppelname der Zeitung nur 1934 bis 1991, vorher "Staats-Zeitung" und getrennter "Herold"

| Personendaten    | Personendaten                                                      |
| ---------------- | ------------------------------------------------------------------ |
| NAME             | Eickhoff, Anthony                                                  |
| ALTERNATIVNAMEN  | Eickhoff, Gerhard Anton (Geburtsname)                              |
| KURZBESCHREIBUNG | deutsch-amerikanischer Journalist, Anwalt, US-Kongressabgeordneter |
| GEBURTSDATUM     | 11. September 1827                                                 |
| GEBURTSORT       | Kaldewei, Benninghausen                                            |
| STERBEDATUM      | 5. November 1901                                                   |
| STERBEORT        | New York City                                                      |